# Каширцев, Владимир Аркадьевич
Владимир Аркадьевич Каширцев (род. 23 августа 1943, Юкаменское, Удмуртская АССР) — советский и российский геолог, геохимик, специалист в области нефтяной геологии и органической геохимии, член-корреспондент РАН (2000).

## Биография
Родился 23 августа 1943 года в с. Юкаменское Юкаменского района Удмуртской АССР.
В 1965 году — окончил инженерно-технический факультет Якутского государственного университета.
В 1975 году — защитил кандидатскую диссертацию, тема: «Геолого-геохимические предпосылки нефтегазоносности верхнепалеозойских отложений северной части Лено- Вилюйской провинции».
В 1994 году — защитил докторскую диссертацию, тема: «Природные битумы и битуминозные породы северо-востока Сибирской платформы (геология, геохимия, генезис)».
В 2000 году — избран членом-корреспондентом РАН.
После окончания ВУЗа работает в подразделениях Сибирского отделения АН СССР (в дальнейшем РАН):
- с 1965 по 1999 годы — Институт геологических наук Якутского филиала СО АН СССР (РАН) — лаборант, младший, старший научный сотрудник, заведующий лабораторией физико-химических методов углеводородов (с 1986 года), заместитель директора (с 1996 года);
- с 1999 по 2005 годы — Институт проблем нефти и газа Объединенного института физико-технических проблем Севера СО РАН, заместитель директора;
- с 2005 года по настоящее время — Институт геологии нефти и газа Объединенного института геологии, геофизики и минералогии СО РАН, заместитель директора директора по научной работе (с 2006 года — Институт нефтегазовой геологии и геофизики имени А. А. Трофимука СО РАН).

С 1994 по 2005 годы — преподавал на кафедре высокомолекулярных соединений и органической химии биолого-географического факультета Якутского государственного университета.

## Научная деятельность
Ведет изучение органической геохимии молекул-биомаркеров в рассеянном органическом веществе ископаемых отложений и их эволюции в процессе нефте- и битумообразования.
Проводит исследования в области региональной геологии нефти и газа, занимается определением условий формирования месторождений природных битумов и горючих сланцев Якутии и ряда других регионов.
Под его руководством выполнены работы по изучению геологического строения и геохимии нефтегазоносных комплексов востока Сибирской платформы, позволившие дать оценку нефтегазоносности как Западной, так и Восточной Сибири.
Провел исследования по геохимии редких (РЭ) и редкоземельных (РЗЭ) элементов в углях Ленского бассейна, изучил возможные механизмы накопления РЭ и РЗЭ в угольных пластах. Совместно с другими учеными выделил Жиганскую угленосную провинцию с редкоземельным оруденением и обосновал новый гидрогенный на сорбционных барьерах тип месторождений РЗЭ.
Участие в научно-организационной работе
- заместитель председателя Ученого совета Института нефтегазовой геологии и геофизики имени А. А. Трофимука СО РАН (с 2005 года);
- член Президиума Якутского научного центра СО РАН;
- член Ученого совета Якутского государственного университета;
- учёный секретарь Восточно-Сибирского блока государственной научно-технической программы «Сибирь», подпрограммы «Нефть и газ Восточной Сибири» (с 1978 года);
- член Американской ассоциации нефтяных геологов (с 1992) и Европейской ассоциации геохимиков-органиков;
- приглашенный консультант в нефтяных компаниях «British Petroleum», «Maxus» и «Shell» для проведения совместных работ;
- член редколлегий журналов «Геология и геофизика», «Химия и химическая технология», «Наука и техника в Якутии».

## Публикации
Среди основных научных публикаций:
- История нефтегазообразования и нефтегазонакопления на востоке Сибирской платформы. М., 1986. 167 с. (в соавт)
- Природные битумы северо-востока Сибирской платформы. Якутск, 1988. 126 с. (в соавт.)
- Геохимия порфиринов и микроэлементов органического вещества и нафтидов Западной Якутии. Якутск, 1992. 100 с.
- Органическая геохимия нафтидов востока Сибирской платформы. Якутск, 2003. 160 с.